# Льотний костюм

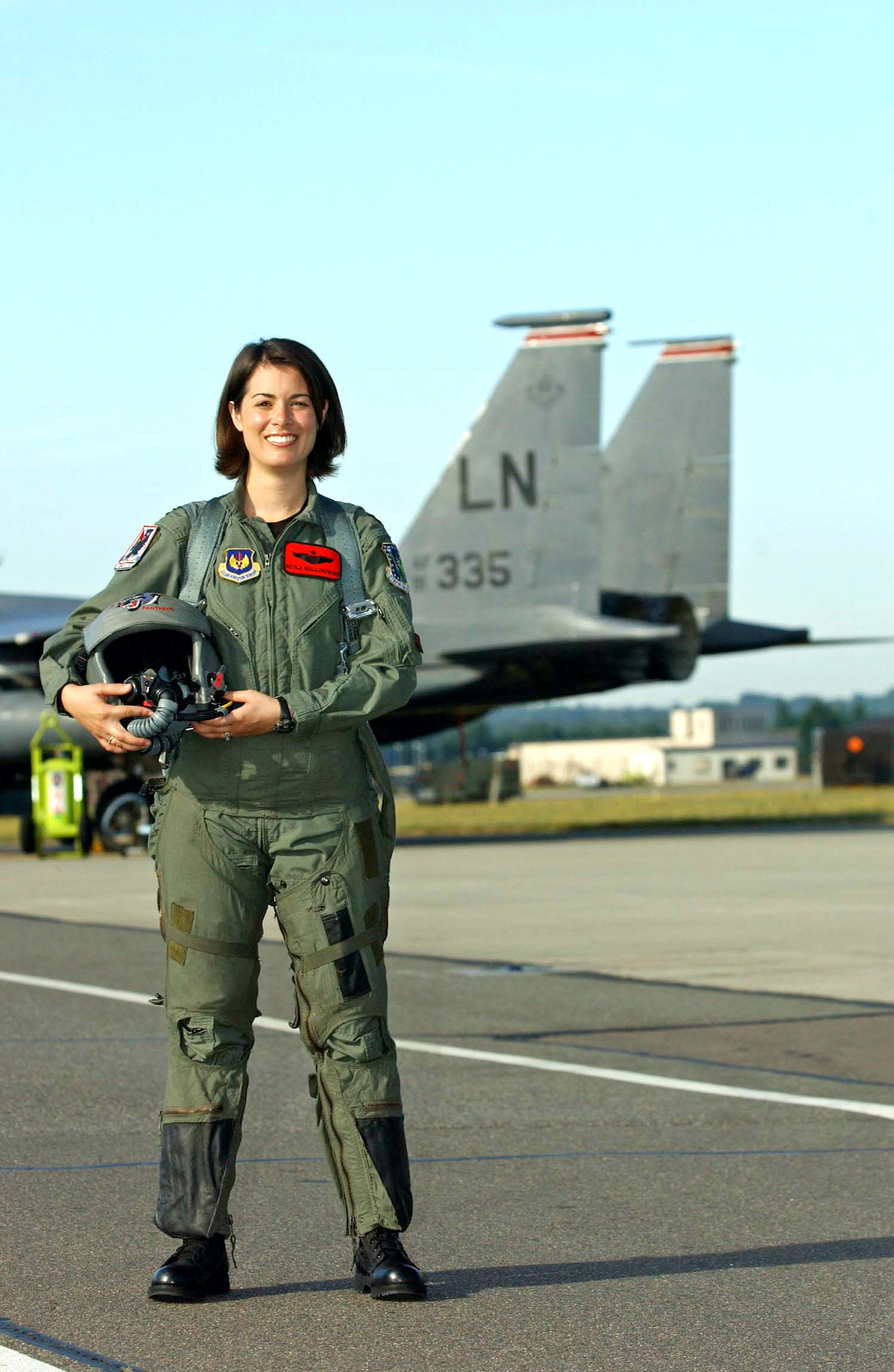
Типовий сучасний льотний костюм.

Льотний костюм — одяг, який носять під час польотів на літальних апаратах, таких як військові літаки, планери та гелікоптери. Ці костюми, як правило, зроблені для збереження тепла, а також практичні і міцні. Військовий льотний костюм також може мати знаки розрізнення.

## Історія

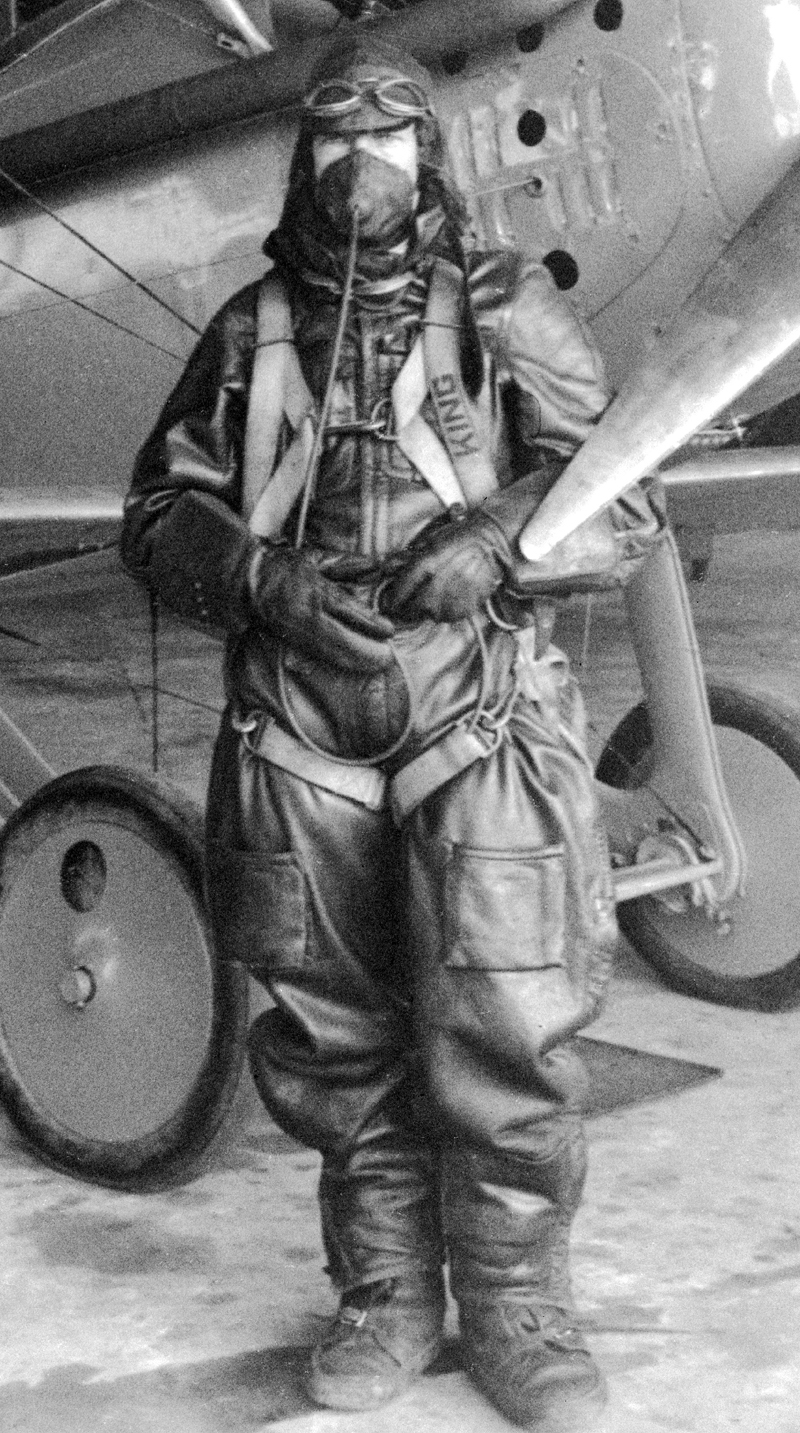
Льотний костюм 1925 року.

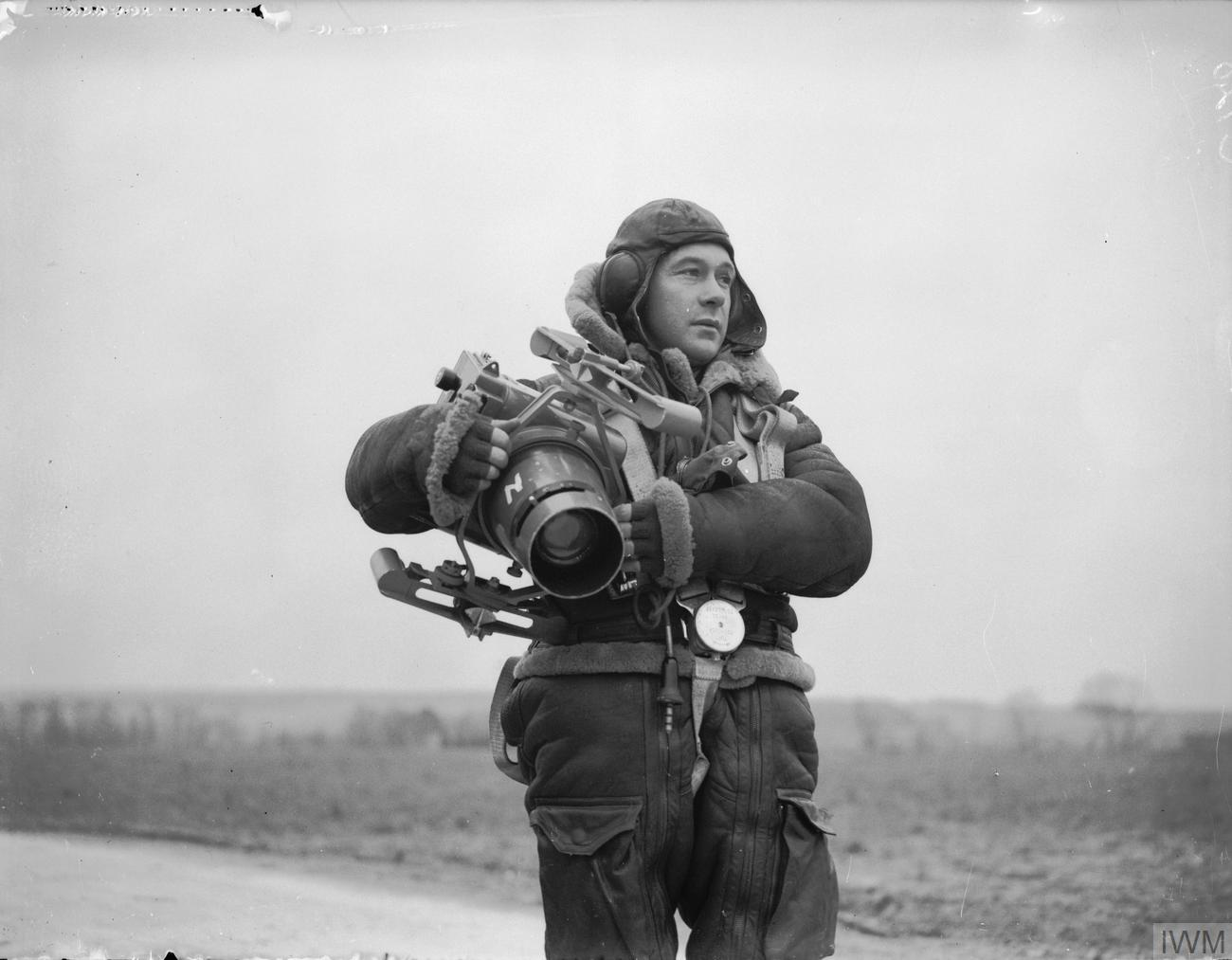
Британський льотчик часів Другої світової у льотному костюмі та з аерофотоапаратом.

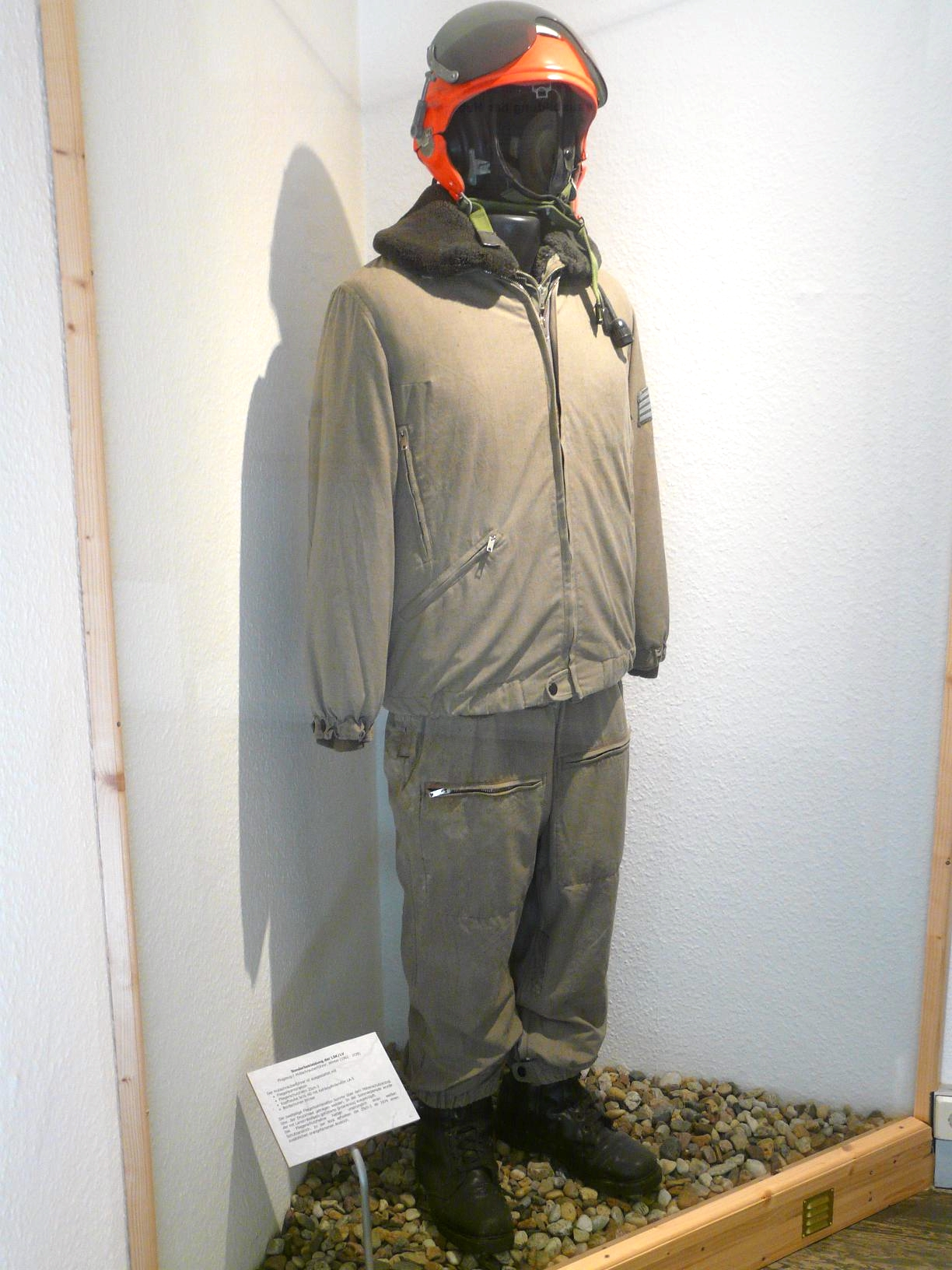
Льотний костюм збройних сил НДР, 1962—1978

У міру розвитку авіації в неопалюваних відкритих кабінах швидко стала очевидною потреба в теплому одязі, який також мав би кілька кишень із застібками (ґудзиками, кнопками, змійками), щоб запобігти втраті речей під час маневрів. Під час Першої світової війни були розроблені різні типи льотних курток і штанів. Найкращим матеріалом для цього одягу швидко було визнано шкіру завдяки її міцності та захисту від летючого сміття, а також мастила, яке часто виплескалося з простих ротативних та рядних двигунів того часу.

### Сідкот
Австралійський винахідник Фредерік Сідні Коттон, враховуючи свід досвід польотів на великій висоті під час служби пілотом на Західному фронті під час Першої світової війни, у 1917 році розробив новий революційний льотний костюм, який назвав першими літерами своїх імені та прізвища, «Sidcot». Ця модель костюма із деякими удосконаленнями широко використовувався Королівськими ПС до 1950-х років.
Ідея матеріалу для костюму з'явилася у Коттона після того, як одного разу він літав у своєму робочому комбінезоні та помітив, що не так змерз, як інші пілоти. Він зрозумів, що це сталося завдяки тому, що костюм просочився мастилом. Він відтворив цей ефект за допомогою створення костюма з трьох шарів: тонкої хутряної підкладки габардинової зовнішньої частини та розташованого між ними шару повітронепроникного шовку. Цей костюм швидко й широко зарекомендував себе, і численні замовлення на шкіряні куртки були скасовані на користь «сідкотів»:8.
В сильно холодних умовах з таким костюмом носили високі хутряні чоботи. Також для цього костюма було придумано електричний підігрів, встроєний у жилет, рукавички і під внутрішню частину подошви черевиків. Обігрів живився від вітряного генератора. Втім, ця система була неідеальною: від згинання рук ламалися дроти в рукавичках, а перенапруга спричиняла опіки:10.

### Друга світова війна
У середині 1930-х стандартний льотний костюм ПС був варіацією сідкоту з прогумованого льону сіро-зеленого кольору зі знімним хутряним коміром, ґудзики замінили застібками-змійками, також можна було додати стьобану підкладку. Цей костюм носили поверх стандартної уніформи. Як взуття, з костюмом використовували високі велюрові черевики з підкладкою з овечої шкіри та гумовими підошвами.
Вдосконалені костюми з електричним підігрівом, розроблені для Королівських ПС, спочатку використовували в невеликій кількості екіпажи бомбардувальників та висотних метеорологічних літаків:15. На відміну від пілотів винищувачів, що мали дуже обмежений простір у кабіні, екіпаж бомбардувальників міг без незручностей носити поверх свого льотного костюма утеплені шкіряні куртки та штани з овчини.
У розпал Другої світової війни компанія Lion Apparel спільно з General Electric представили костюми з електричним підігрівом для екіпажів патрульних літаків та бомбардувальників, які регулярно діяли на великих висотах понад 9 км в умовах дуже низьких температур.
З появою закритих і герметичних кабін потреба у громіздких костюмах почала зникати. Наприклад, пілоти, штурмани та бомбардири літаків Boeing B-17 Flying Fortress, що воювали у Європі в 1944 році, завдяки герметичній та опалюваній кабіні комфортно літали у бомберах A-2 поверх однострою. В той же час стрільці, які стріляли з турелей через відкриті люки, були більш вразливі до холоду. Коли під час війни проти Японії був представлений Boeing B-29 Superfortress із дистанційно керованими координованими гарматними турелями, громіздке льотне спорядження застаріло остаточно.
Якщо пілоти бомбардувальників могли носити як льотне спорядження службову форму, пілотам винищувачів потрібна була уніформа, якою було б зручно користуватися у тісних межах типової кабіни винищувача. Зокрема, для Повітряного корпусу армії США був розроблений льотний костюм AN-S-31, який мав дві нагрудні кишені і дві кишені на гомілках. Кишені застібалися на ґудзики, і доступ до них легко можна було отримати сидячи. Пілоти ВМФ США використовували дещо іншу модель, яка мала похилі кишені на змійках.
З початком Другої світової стала очевидною необхідність у хоча б нетривалому захисті від полум'я. З розвитком технологій були розроблені та взяті на озброєння вогнезахисні льотні костюми, шоломи, окуляри, маски, рукавички та взуття. Також були розроблені бронежилети, щоб надати екіпажам бомбардувальників хоч якийсь захист від летючих уламків, хоча це збільшило загальну вагу літака та зменшило ефективне бомбове навантаження, яке можна було нести.
Крім того, після початку реактивних польотів виникла потреба у протиперевантажувальних костюмах, спеціального виду льотного костюма (який носили окремо або в поєднанні з традиційним льотним костюмом), що захищав власника від фізичного стресу при прискоренні. Коли пілот виконував бойові маневри з високим перевентаженням, його кров зміщувалася вниз у нижню частину тіла, позбавляючи мозок кисню та спричиняючи втрату свідомості. Для захисту від цього явища придумали використовувати костюм, що стискав би тіло пілота, запобігаючи відтоку крові до ніг. Перші версії таких костюмів були розроблені ще під час Другої світової і використовували наповнені водою міхури навколо нижньої частини тіла та ніг:26.
У 1950-х і 1960-х роках знадобилося розробити ще більш спеціалізовані костюми для висотних літаків-розвідників (наприклад, U-2 і Blackbird) і космічних польотів. Ці костюми мали повну герметизацію і стали попередниками сучасних скафандрів.

## Сучасні стандарти

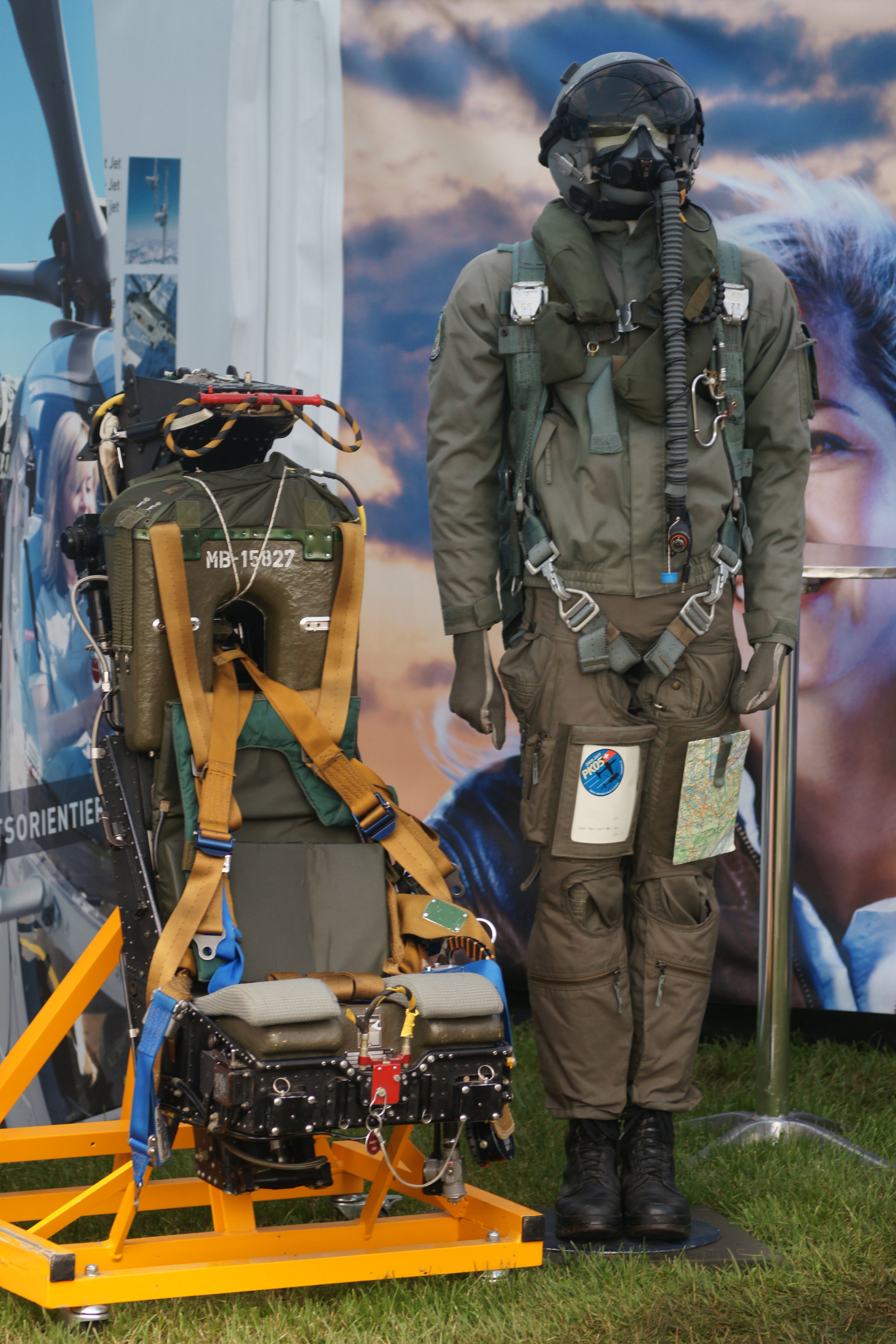
Обладнання пілота винищувача ПС Швейцарії, 2011 рік.

Сучасний льотний костюм, який є стандартним для більшості військово-повітряних сил і військово-морських сил, виготовляється з номексу, арамідної тканини, що є легкою та вогнестійкою. Колір, стиль і крій відрізняються значно від країни до країни. Наприклад, поточна модель льотного костюма для військових США — CWU 27/P, доступна в шавлійно-зеленому та пустельно-коричневому кольорах. Також доступні комерційні льотні костюми для цивільних польотів, які часто використовуються екіпажами вертольотів (включаючи непілотів, таких як бортінженери, парамедики та медсестри), пілотами вищого пілотажу та іншими, хто бажає мати практичну уніформу.
Костюми обладнано кількома кишенями для певного спорядження (наприклад, прозора пластикова кишеня на стегні, призначена для розміщення карти запланованої траєкторії польоту літака). На вищезгаданому CWU 27/P усі кишені розміщені на передній частині костюма або на руках чи ногах, що забезпечує легкий доступ до кишень, коли користувач сидить (наприклад, у кабіні літака).
Члени Корпусу морської піхоти Сполучених Штатів носили льотні костюми під час більшості транспортних патрулів і наземних бойових операцій в Афганістані та Іраку, оскільки їхні стандартні камуфляжні костюми не були вогнестійкими. Наразі льотні костюми вилучено у наземного персоналу завдяки введенню вогнестійкого спорядження Flame Resistant Organizational Gear (FROG), яке нагадує стандартні камуфляжні костюми.